# Minna! Esper Dayo!
Minna! Esper Dayo! (tiếng Nhật: みんな!エスパーだよ!; tiếng Anh: The Virgin Psychics) là bộ phim khoa học viễn tưởng hài kịch Nhật Bản của đạo diễn Sion Sono sản xuất năm 2015. Đây là phiên bản chuyển thể thứ ba của loạt seinen manga All Esper Dayo! được viết và minh họa bởi Kiminori Wakasugi, tiếp nối một bộ phim truyền hình dài tập năm 2013 và một bộ phim truyền hình đặc biệt đầu năm 2015. Phim được phát hành tại Nhật Bản vào ngày 4 tháng 9 năm 2015.
Trong phim này Elaiza Ikeda thay thế Kaho trong vai Miyuki Hirano.